# Double-Cross
Double-Cross es un thriller romántico y épico ghanés de 2014 contado, escrito y coproducido por D. R. Kufuor. Es protagonizada por Ama Abebrese y John Dumelo. La película fue rodada principalmente en el área de North Legon de Accra Ghana.

## Elenco
- Ama K. Abebrese como Effie Howard
- John Dumelo como Danny Frimpong
- Adjetey Anang como Ben Boateng
- Paulina Oduro como Obaabeng Frimpong
- Jasmine Baroudi como Vickie Mensah
- Samuel Odoi-Mensah como Johnny Yawson

## Lanzamiento
Su estreno mundial fue el 31 de octubre de 2014 en el Greenwich Odeon Cinema de Londres, Inglaterra. En Ghana se estrenó el 6 de febrero de 2014 en el Silverbird Cinema en Acra.

## Críticas
Recibió críticas generalmente positivas. Babso.Org quedó impresionado con la intriga y el suspenso al final. Mientras tanto a las celebridades ganesas no les gustó particularmente el final, contrario a los comentarios de los asistentes.

## Reconocimientos
| Año  | Ceremonia                | Categoría             | Nominado                    | Resultado |
| ---- | ------------------------ | --------------------- | --------------------------- | --------- |
| 2014 | Premios de Cine de Ghana | Protagonista femenina | Ama Abebrese                | Nominada  |
| 2014 | Premios de Cine de Ghana | Mejor director        | Pascal Aka                  | Nominado  |
| 2014 | Premios de Cine de Ghana | Mejor edición         | Pascal Aka                  | Nominado  |
| 2014 | Premios de Cine de Ghana | Mejor Cinematografía  | Pascal Aka y Prince Dovlo   | Ganador   |
| 2014 | Premios de Cine de Ghana | Maquillaje y peinado  | Nana Ama Atsu               | Ganador   |
| 2014 | Premios de Cine de Ghana | Mejor imagen          | DR Kufuor y Ama K. Abebrese | Nominado  |